# Ausiliario del giudice
L'ausiliario del giudice è un soggetto della cui collaborazione il giudice (tipicamente un magistrato) si avvale per l'esercizio dell'attività giurisdizionale. 

## Tipologia
Può essere un funzionario appartenente allo stesso ufficio giudiziario del giudice oppure un soggetto esterno al quale il giudice ha conferito un incarico temporaneo, che presta, quindi, la sua opera in modo occasionale.
Con riferimento all'ordinamento italiano, sono ausiliari del giudice appartenenti al suo stesso ufficio il cancelliere e l'ufficiale giudiziario, mentre tra gli esterni si possono ricordare il consulente tecnico d'ufficio,  nonché il custode giudiziario nel processo civile e il commissario ad acta nel processo amministrativo.